# Несправжній тритон
Несправжній тритон (Pseudotriton) — рід земноводних родини Безлегеневі саламандри ряду Хвостаті. Має 3 види.

## Опис
Загальна довжина представників цього роду коливається від 7 до 20 см. Голова невелика, проте товста. Очі трохи витрішкуваті із горизонтальними зіницями. Тулуб кремезний, стрункий. Кінцівки тонкі. Забарвлення червоне або помаранчеве з різними відтінками. Часто по спині проходять численні чорні цятки або крапочки.

## Спосіб життя
Полюбляють річки, озера, струмки. Зустрічаються доволі високо у горах. Активні у присмерку. Ведуть напівводний спосіб життя Живляться різними безхребетними.
Це яйцекладні амфібії.

## Розповсюдження
Мешкають у східних штатах США.

## Види
- Pseudotriton diastictus
- Pseudotriton montanus
- Pseudotriton ruber